# Jan Turski (adwokat)
Jan Turski (ur. 1919, zm. 11 lipca 2004 w Poznaniu) – polski adwokat, obrońca wojskowy i obrońca osób represjonowanych przez polskie władze komunistyczne, działacz społeczny, porucznik rezerwy Wojska Polskiego.

## Życiorys
W latach 1934–1936 był członkiem Organizacji Młodzieży Towarzystwa Uniwersytetu Robotniczego. Uczestniczył w kampanii wrześniowej, a podczas okupacji niemieckiej działał w strukturach polskiego państwa podziemnego. Po wojnie ukończył studia na Uniwersytecie Poznańskim. Podczas studiów, w 1946, chodził do Auli Uniwersyteckiej w Poznaniu na proces gauleitera tzw. Kraju Warty, Arthura Greisera. Był jedną z osób, które przyczyniły się do powstania książki Poznański Czerwiec 1956. Podczas stanu wojennego bronił opozycjonistów przed sądami wojskowymi, powszechnymi, kolegiami do spraw wykroczeń oraz sądami pracy nie tylko na terenie Poznania, ale także w innych województwach.
Był członkiem Wielkopolskiej Izby Adwokackiej, Towarzystwa Miłośników Miasta Poznania (długoletni przewodniczący komisji rewizyjnej), współzałożycielem Stowarzyszenia Penitencjarnego „Patronat”, przewodniczącym Zarządu Głównego Towarzystwa Uniwersytetu Robotniczego oraz kierownikiem Zespołu Adwokackiego nr 1 w Poznaniu. Po 1989 był współinicjatorem wskrzeszenia Związku Oficerów Rezerwy RP.
Został pochowany na cmentarzu junikowskim. 
Po jego śmierci Sąd Najwyższy utrzymał karę dyscyplinarną upomnienia dla sędzi w stanie spoczynku Beaty Brasse-Ambrosionek, która uzależniała likwidatorowi dostęp do jego kancelarii od opłacenia należnej jej kwoty za wynajem nieruchomości.

## Odznaczenia
Odznaczony został Krzyżem Walecznych, Krzyżem Oficerskim Orderu Odrodzenia Polski i medalem Adwokatura Zasłużonym.